# Băneasa
Băneasa (früher Parachioi; türkisch Paraköy) ist eine Gemeinde im Kreis Constanța in Rumänien.

## Lage
Die Gemeinde Băneasa liegt im Hügelland der Dobrudscha (Dobrogea), wenige Kilometer nördlich der Grenze zu Bulgarien. An der Nationalstraße DN3 befindet sich der Ort Băneasa etwa 90 Kilometer westlich von der Kreishauptstadt Constanța entfernt. Die nächstgelegene Stadt ist Călărași im gleichnamigen Kreis und befindet sich etwa 50 Kilometer westlich.

## Geschichte
Die Existenz des Ortes ist seit etwa 1750 bezeugt. Damals gehörte er wie die gesamte Dobrudscha zum Osmanischen Reich. Er entstand an der Kreuzung von Handelswegen und war ein regionales Handelszentrum; der türkische Name Paraköy bedeutet etwa „Geld-Dorf“. 1850 wurde Băneasa eine Gemeinde und besaß damals bereits eine rumänische Kirche, 1869 auch eine rumänische Schule.
1878 gelangte der Ort zu Rumänien. Im Jahr 1916 war er Schauplatz von Kampfhandlungen während des Ersten Weltkrieges. 2004 wurde Băneasa zur Stadt erklärt, 2019 aber erneut zur Gemeinde abgestuft.
Die wichtigsten Wirtschaftszweige sind die Landwirtschaft und der Handel.

## Bevölkerung
1930 waren von den 3900 Einwohnern auf dem Territorium der heutigen Gemeinde 3106 Rumänen und 785 Türken. 2002 lebten in Băneasa 5353 Personen, darunter 4374 Rumänen, 963 Türken und 14 Roma.

## Sehenswürdigkeiten
- Naturschutzgebiet Canaraua Fetii
- Mufflon-Rezervat bei Negureni